# Days of Thunder
Días de trueno es una película estadounidense de 1990, dirigida por Tony Scott y protagonizada por Tom Cruise, Nicole Kidman, Robert Duvall, Randy Quaid y Cary Elwes.
Galardonada con el premio BMI Film & TV Awards 1991, a la mejor música para película (Hans Zimmer).

## Sinopsis
Cole Trickle, un joven piloto de carreras novato, se convierte en el favorito por el público de la NASCAR, por sus reiteradas victorias, guiado por su instructor y su gran amigo Harry Hogge. Hasta que tiene un accidente serio contra un rival, Rowdy Burns, que le deja casi en coma. Sin embargo, sin dificultades vuelve a las pistas, pero perdiendo la confianza en sí mismo, lo que le dificulta tratar de posicionarse entre los demás rivales.
Durante su estancia en el hospital, conoce a la Dra. Claire Lewicki, de quien se enamora, aunque en un principio la confundió con una chica sexy vestida de policía con la que sus compañeros de equipo le hicieron una broma simulando que eran detenidos por transportar alcohol ilegalmente. Durante las carreras, antes del accidente serio que casi le cuesta la vida, lidia con un rival al que en un comienzo considera su peor enemigo: Rowdy Burns. Pero durante el transcurso de la historia se convierte en un amigo por conveniencia. Debido a que él no se ha recuperado totalmente del accidente, le pide manejar su coche de carrera, obligándolo a acabar en los primeros tres puestos, de lo contrario Rowdy perderá el coche así como su patrocinador. Cole, convencido de que podrá lograrlo, acepta el pedido de su rival, aunque él en el fondo no lo hace por Rowdy, sino por su ganas de volver a correr y sacarse de una vez por todas el miedo por la velocidad.

## Reparto
- Tom Cruise como Cole Trickle.

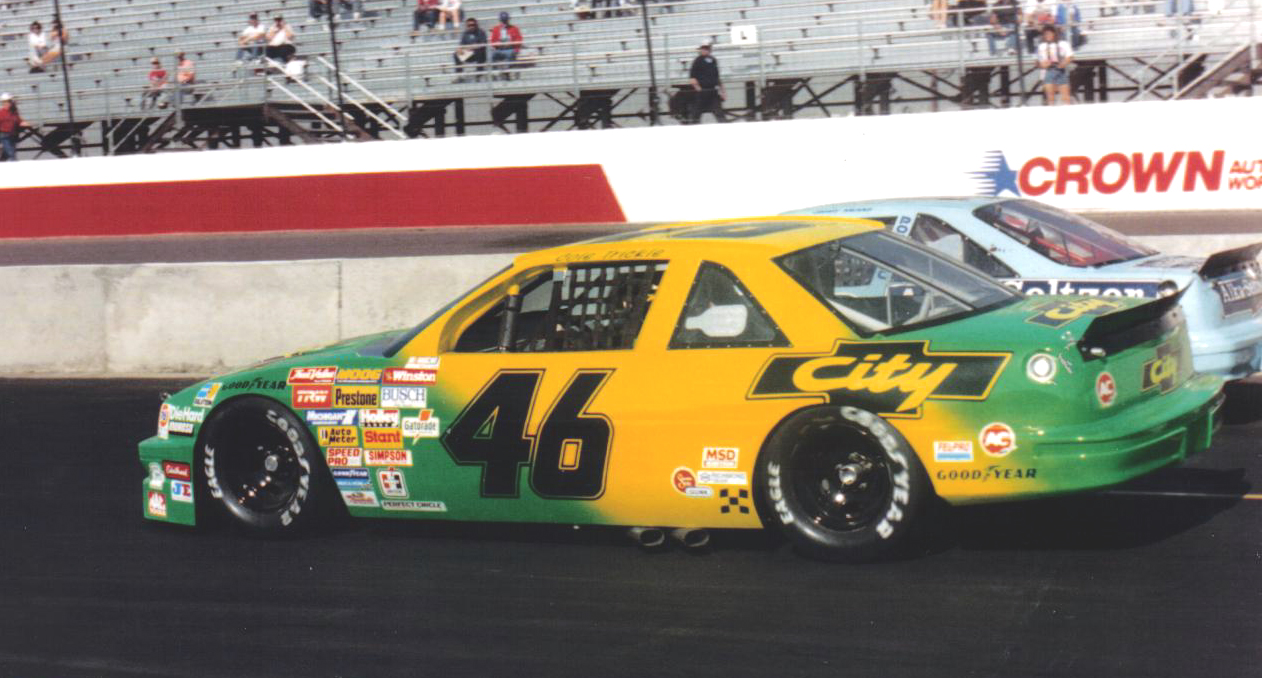
1. 46 City Chevrolet usado por Cole Trickle.

- Nicole Kidman como Dra. Claire Lewicki
- Robert Duvall como Harry Hogge.
- Randy Quaid como Tim Daland.
- Cary Elwes como Russ Wheeler.
- Michael Rooker como Rowdy Burns.
- John C. Reilly como Buck Bretherton.
- Fred Dalton Thompson como Big John.
- J.C. Quinn
- Don Simpson
- Caroline Williams como Jeannie Burns.
- Donna W. Scott
- Chris Ellis
- Peter Appel

## Estrenos
| País                                                                          | Fecha de estreno                   |
| ----------------------------------------------------------------------------- | ---------------------------------- |
| Alemania                                                                      | Jueves 20 de septiembre de 1990    |
| Argentina                                                                     | Jueves 6 de septiembre de 1990     |
| Australia                                                                     | Jueves 13 de septiembre de 1990    |
| Austria                                                                       | Viernes 21 de septiembre de 1990   |
| Bélgica                                                                       | Miércoles 24 de octubre de 1990    |
| Belice · Costa Rica · El Salvador · Guatemala · Honduras · Nicaragua · Panamá | Viernes 31 de agosto de 1990       |
| Brasil                                                                        | Viernes 28 de septiembre de 1990   |
| Chile                                                                         | Viernes 14 de septiembre de 1990   |
| Colombia                                                                      | Jueves 30 de agosto de 1990        |
| Corea del Sur                                                                 | Sábado 11 de agosto de 1990        |
| Dinamarca                                                                     | Viernes 12 de octubre de 1990      |
| Ecuador                                                                       | Miércoles 26 de septiembre de 1990 |
| Egipto                                                                        | Lunes 18 de febrero de 1991        |
| España                                                                        | Viernes 28 de septiembre de 1990   |
| Estados Unidos · Canadá                                                       | Miércoles 27 de junio de 1990      |
| Filipinas                                                                     | Miércoles 17 de octubre de 1990    |
| Finlandia                                                                     | Viernes 28 de septiembre de 1990   |
| Francia                                                                       | Miércoles 24 de octubre de 1990    |

| País                 | Fecha de estreno                  |
| -------------------- | --------------------------------- |
| Grecia               | Viernes 4 de enero de 1991        |
| Hong Kong            | Jueves 2 de agosto de 1990        |
| Hungría              | Jueves 4 de octubre de 1990       |
| Israel               | Viernes 14 de septiembre de 1990  |
| Italia               | Viernes 12 de octubre de 1990     |
| Japón                | Sábado 30 de junio de 1990        |
| Malasia              | Jueves 15 de noviembre de 1990    |
| México               | Viernes 23 de noviembre de 1990   |
| Noruega              | Jueves 15 de noviembre de 1990    |
| Nueva Zelanda        | Viernes 30 de noviembre de 1990   |
| Países Bajos         | Jueves 20 de septiembre de 1990   |
| Perú                 | Jueves 6 de diciembre de 1990     |
| Portugal             | Viernes 21 de septiembre de 1990  |
| Reino Unido Irlanda  | Viernes 10 de agosto de 1990      |
| República Dominicana | Jueves 27 de septiembre de 1990   |
| Singapur             | Jueves 1 de noviembre de 1990     |
| Sudáfrica            | Viernes 14 de septiembre de 1990  |
| Suecia               | Viernes 9 de noviembre de 1990    |
| Suiza                | Viernes 21 de septiembre de 1990  |
| Tailandia            | Sábado 27 de octubre de 1990      |
| Taiwán               | Sábado 4 de agosto de 1990        |
| Turquía              | Viernes 9 de noviembre de 1990    |
| Uruguay              | Jueves 13 de septiembre de 1990   |
| Venezuela            | Miércoles 5 de septiembre de 1990 |

## Videojuegos
En 1990, Mindscape lanzó una adaptación de videojuego de la película para múltiples plataformas como PC, NES y Amiga. Una versión de Game Boy fue lanzada en 1992. El juego estaba disponible para PlayStation Network y iOS. Paramount Digital Entertainment lanzó un nuevo videojuego basado en la película para iOS, PlayStation 3, Xbox 360 y PlayStation Portable. La versión para iOS se lanzó en 2009 y se lanzaron otras versiones en 2011. El juego incluye 12 pistas autorizadas por NASCAR, incluidas Daytona International Speedway y Talladega Superspeedway, y los personajes de la película Cole Trickle, Rowdy Burns y Russ. Rodador. La versión de PS3, denominada Days of Thunder: NASCAR Edition, tiene más de 12 pilotos selectos de NASCAR Sprint Cup, incluidos Denny Hamlin, Ryan Newman y Tony Stewart.